# Podimo

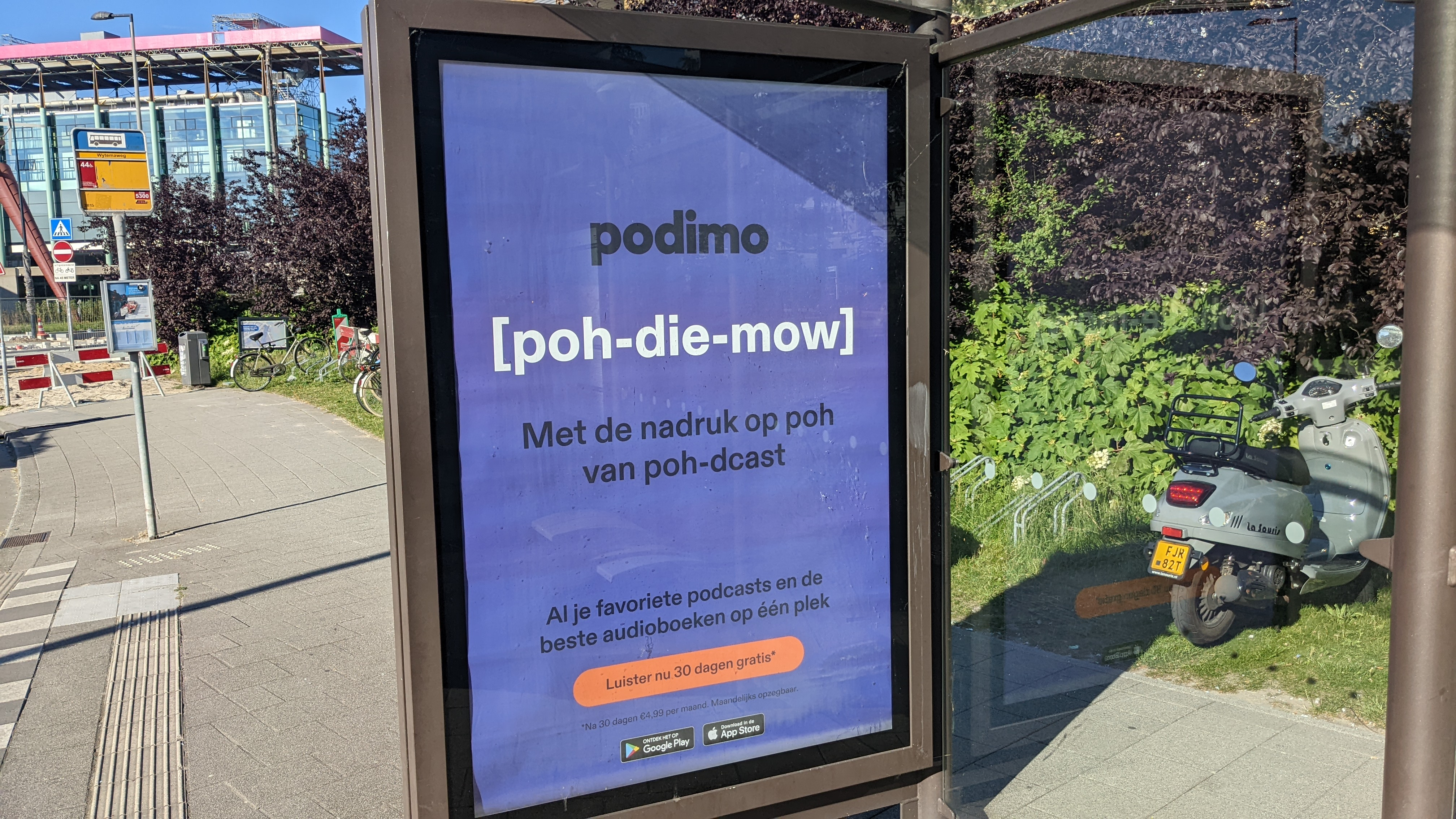
Reclamebord voor Podimo in Rotterdam, 2022

Podimo is een Deense abonnementsdienst voor audio- en video-podcasts die originele, exclusieve en reclamevrije inhoud biedt. Daarnaast biedt de dienst een uitgebreide collectie aan luisterboeken en RSS-feeds van over de hele wereld, welke beluisterd kunnen worden via de eigen Podimo-app.
Podimo deelt een deel van zijn inkomsten met alle makers, ongeacht of ze exclusief zijn voor het platform of elders beschikbaar zijn via open RSS-feeds.
Podimo-abonnees hebben exclusieve toegang tot content die nergens anders te vinden is. In Nederland omvat dit podcasts van makers zoals Jaap Reesema, Sander Schimmelpenninck, Monica Geuze, Kaj Gorgels, Dionne Slagter, Alexander Klöpping, Ernst-Jan Pfauth en Domien Verschuren.
Podimo biedt content aan in lokale talen en is sinds april 2022 beschikbaar in Nederland. Daarnaast is de dienst actief in Denemarken, Noorwegen, Duitsland, Spanje, Finland en Latijns-Amerika.